# 顔合わせ
| ウィキペディアには「顔合わせ」という見出しの百科事典記事はありません（タイトルに「顔合わせ」を含むページの一覧/「顔合わせ」で始まるページの一覧）。 代わりにウィクショナリーのページ「顔合わせ」が役に立つかもしれません。 |